# Камыстыбас
Камыстыбас (каз. Қамыстыбас) — станция в Аральском районе Кызылординской области Казахстана. Административный центр Камыстыбасского сельского округа. Находится примерно в 71 км к югу от районного центра, города Аральска, в 1 км от восточного берега озера Камышлыбаш. Код КАТО — 433239100.

## Население
В 1999 году население станции составляло 1531 человек (804 мужчины и 727 женщин). По данным переписи 2009 года, в населённом пункте проживало 1769 человек (921 мужчина и 848 женщин).

## Галерея

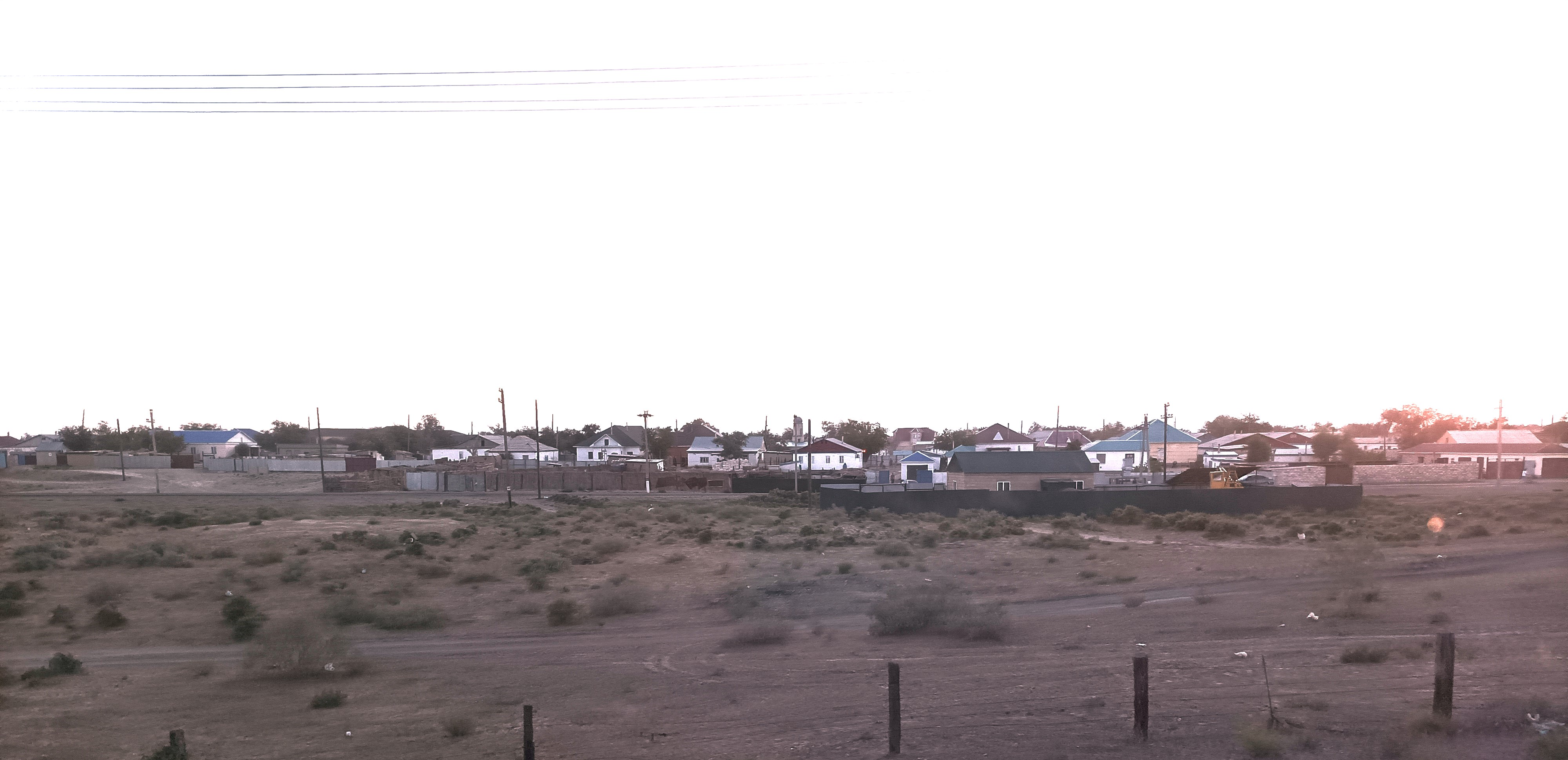
Камыстыбас
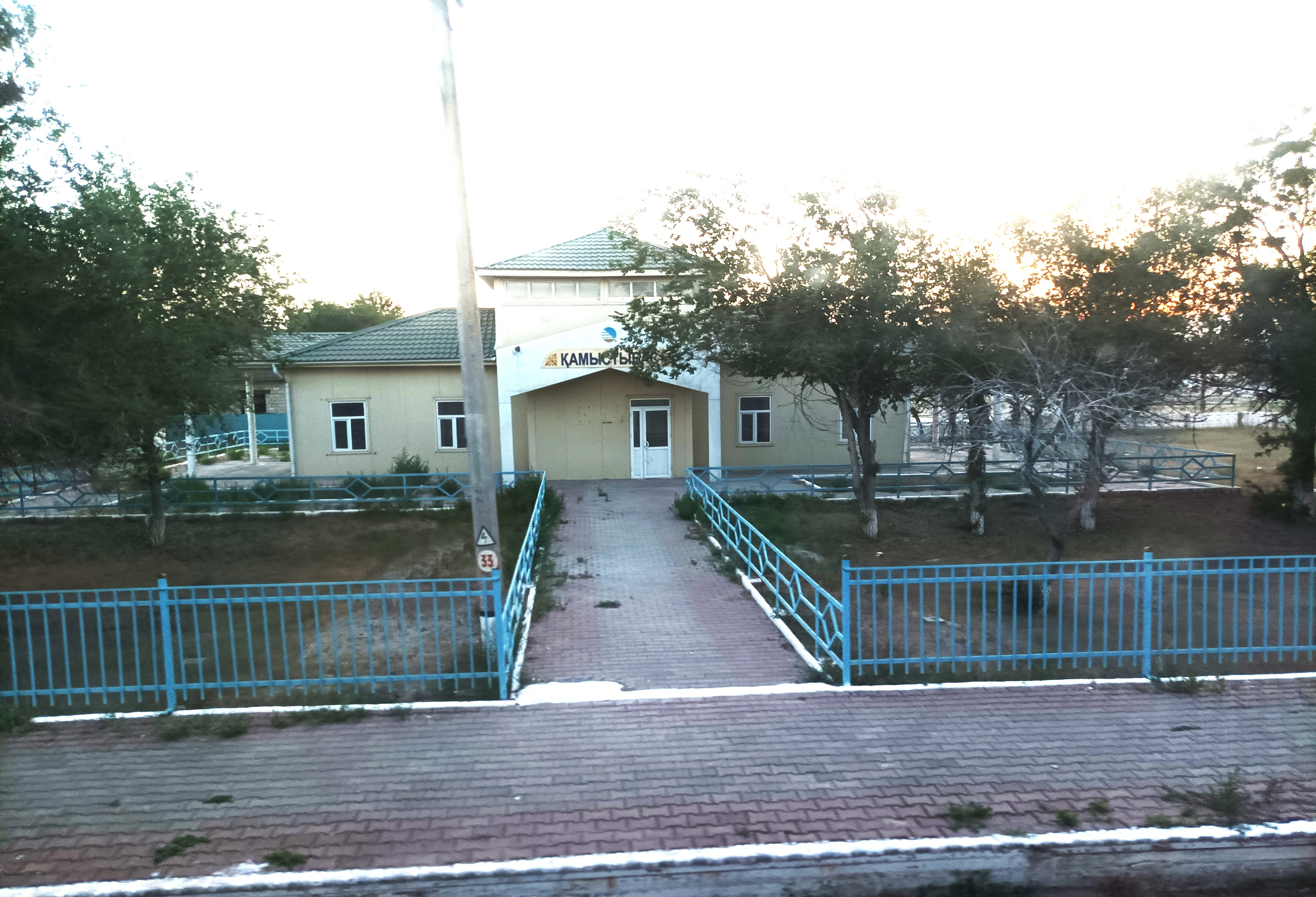
ж.д.станция
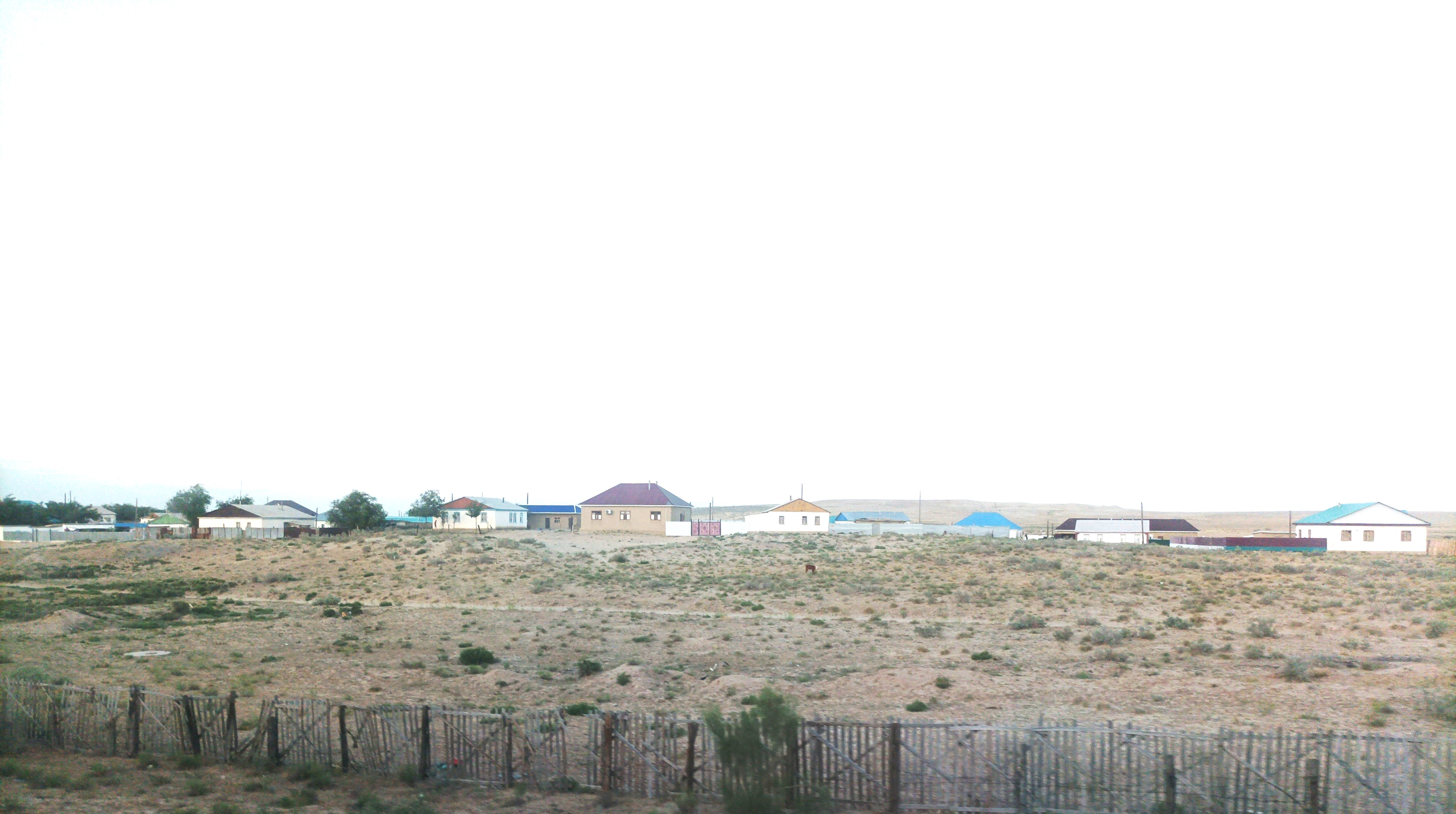
Камыстыбас
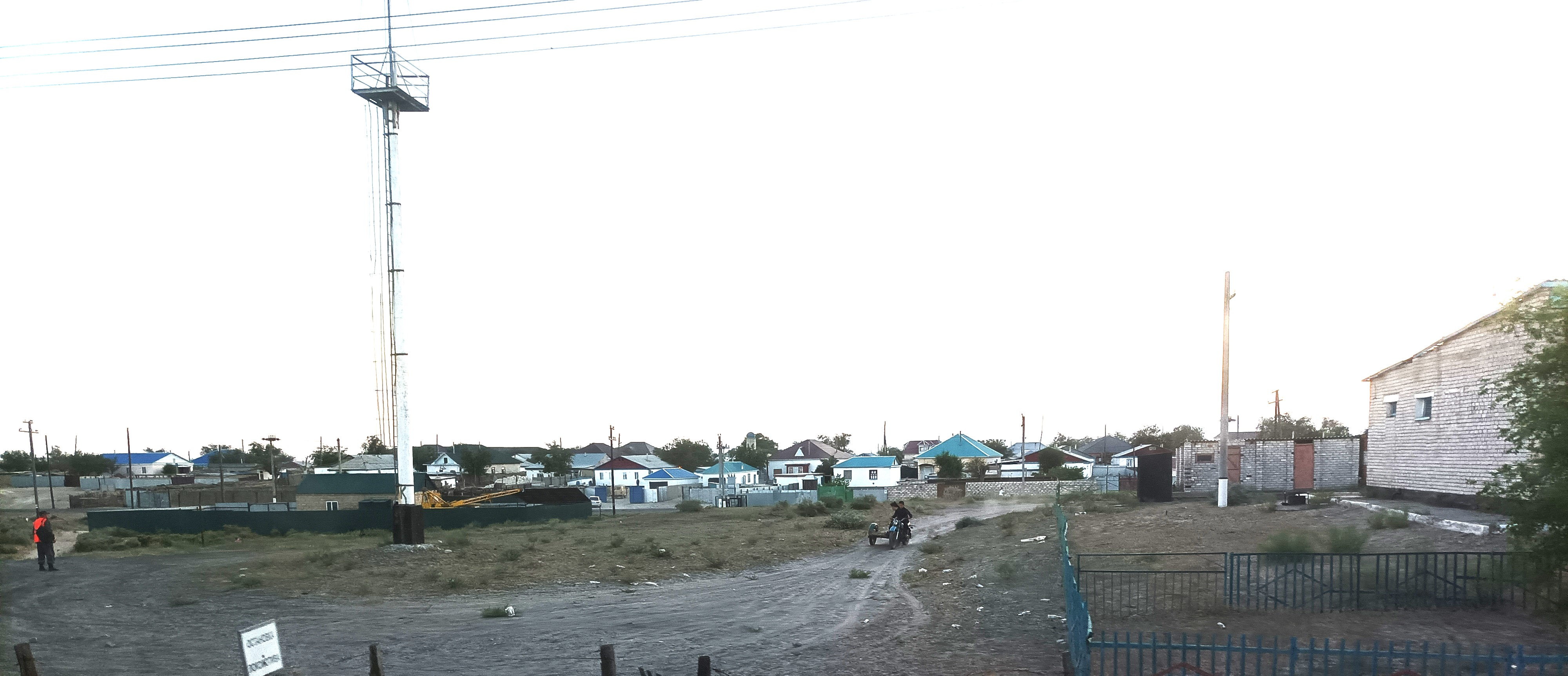
Камыстыбас